# Hallingdal Museum
Hallingdal Museum ist ein Freilichtmuseum in Nesbyen im Hallingdal in der norwegischen Provinz Buskerud. Es wurde 1899 vom Landwirtschaftsdirektor Gudbrandsdølen Tandberg als Hallingdal Folkemuseum gegründet und ist damit eines der ältesten Freilichtmuseen Norwegens.
Das Museum liegt an den Rukkedøla-Wasserfällen. Es besitzt 30 historische Gebäude und ca. 30.000 Artefakte aus der Region. Besonders erwähnenswert ist ein Staveloftet, d. h. ein Getreidespeicher etwa aus dem Jahr 1340. Er ist eines der am besten erhaltenen weltlichen Holzhäuser aus dem Mittelalter. Eine andere Rarität ist ein Emigrantenhaus, das im Jahr 1882 vom Ausgewanderten Ole Svendsen Skrattegard in North Dakota errichtet wurde. Weitere Gebäude im Außengelände sind eine kleine Schule von 1871, das Plumpsklo eines ehemaligen Bahnhofs und eine Mühle.
Seit dem 1. April 2004 ist das Hallingdal Museum als zentrale Verwaltung auch für die folgenden Museen zuständig:
- Hemsedal bygdetun
- Hol bygdemuseum
- Dagali museum
- Ål bygdamuseum
- Gol bygdetun mit der Alm Dokken fjellgard in Sudndalen